# Dicrostonyx groenlandicus
Dicrostonyx groenlandicus — вид ссавців підродини Щурові (Arvicolinae), поширений на півночі Північної Америки.

## Фізичні характеристики
Довжина голови та тіла 100–157 мм мм, хвоста — 10–20 мм; і вага — 30–112 грам. Має коротке кремезне тіло, вкрите густою шерстю сірого кольору з тонкою чорною смугою вздовж спини і світло-сірим низом. Має невеликі вуха, короткі ноги й дуже короткий хвіст. Має блідо-коричневий комірець на грудях. Узимку хутро стає білим. Має великі копальні кігті на передніх лапах.

## Проживання
Країни проживання: Канада (Північно-Західні території, Нунавут, Юкон); Ґренландія, США (Аляска). Займає високі, сухі, скелясті райони влітку і нижні луки взимку.

## Поведінка
Риє шляхи під снігом і тунельні системи аж до рівня вічної мерзлоти, хоча тварина також уміє плавати. Ці лемінги активні цілий рік, і вдень і вночі. Вони живляться рослинним матеріалом. Хижаки: сова біла, мартинові, росомаха, песець, ведмідь білий.

## Загрози та охорона
Немає відомих загроз для цього виду. У Північній Америці є багато природоохоронних територій, з якими перекривається ареал цього виду.